# Франк Рейкард
Франклин Едмундо Рийкард (на нидерландски: Franklin Edmundo Rijkaard, произношение на нидерландски ) е холандски футболист и треньор по футбол. Той е роден на 30 септември 1962 в Амстердам. Той е от суринамски произход. Рийкард е играл за Аякс Амстердам, Реал Сарагоса и Милан. Има 73 мача за холандския национален отбор, в които е отбелязал 10 гола. От лятото на 2003 г. до лятото на 2008 г. е старши треньор на ФК Барселона, а от 2009 води турският гранд Галатасарай.

## Клубна кариера
Франк Рийкард започва своя първи сезон в „Аякс Амстердам“ през 1980 г. Преди да навърши 19 години дебютира в националния отбор на 1 септември 1981 г. срещу Швейцария. През 1987 г. в своя последен сезон в „Аякс“ печели с него Купата на носителите на национални купи в Европа.
През 1988 г. преди да премине в „Милан“ изиграва няколко мача за „Реал Сарагоса“. Заедно с Рууд Гулит и Марко ван Бастен съставят ударното трио на „Милан“, който по това време става най-силният клубен отбор в света. През 1989 и 1990 г. с „Милан“ спечелва Купата на европейските шампиони.
През 1988 г. Франк Рийкард става европейски шампион с отбора на Холандия.
През 1993 г. се връща в „Аякс“ и с него за трети път печели Шампионската лига на УЕФА в своя последен сезон като футболист 1994/95 г.
Последния си мач за националния отбор изиграва на 1/4 финала на Световното първенство през 1994 г. – 2:3 срещу Бразилия.

## Личен живот
На 10 октомври 1985 г. е сватбеното тържество на Франк Рийкард и Кармен Сандрис. Раждат им се две деца – дъщеря Линдси и син Митчел.
Женен е за Стефани Ракер. С нея имат двама сина: Санти (27.11.2009) и Си-Джей (май 2014).

## Постижения и отличия

### Като играч
„Аякс“
- Шампион на Нидерландия (5): 1981/1982, 1982/1983, 1984/1985, 1993/1994, 1994/1995.
- Носител на Купата на Нидерландия (3): 1982/83, 1985/86, 1986/87
- Носител на Купата на носителите на национални купи на УЕФА: 1987
- Носител на Суперкупата на Нидерландия (2): 1993, 1994
- Победител в Шампионската лига на УЕФА: 1994/95

 „Милан“
- Носител на Суперкупата на Италия (2): 1988, 1992
- Носител на Купата на европейските шампиони (2): 1988/89, 1989/90
- Носител на Суперкупа на УЕФА (2): 1989, 1990
- Носител на Междуконтинентална купа (2): 1989, 1990
- Шампион на Италия (2): 1991/92, 1992/93

 Нидерландия
- Европейски шампион: 1988

Индивидуални
- Футболист на годината в Нидерландия: 1985, 1987
- Футболист на годината в Италия: 1992
- Най-добър чуждестранен играч в Първенството на Италия: 1992
- Участие в списъка ФИФА 100

### Като треньор
Нидерландия
- Полуфиналист на Евро-2000 (бронзов медал)

 „Барселона“
- Шампион на Испания (2): 2004/05, 2005/06
- Носител на Суперкупата на Испания (2): 2005, 2006
- Победител в Шампионската лига на УЕФА: 2005/06

Индивидуални
- Треньор на годината в Испания по версията Don Balón (2): 2005, 2006
- Треньор на годината по версия на УЕФА: 2005/06
- Най-добър треньор на отбор за годината по версия на УЕФА: 2006
- Най-добър треньор в света по версия на IFFHS: 2006
- Треньор на годината по версията Onze d’Or: 2006